# Sebright
La Sebright est une race de poule qui tient son nom de l'éleveur qui l'a créée, Sir John Saunders Sebright. La sebright est une des plus vieilles races de poule naine anglaise connue, et a été sélectionnée au XIXe siècle comme race principalement ornementale.
La sebright est la première race de volaille à avoir son propre club spécialisé, et elle est admise aux expositions avines très rapidement après sa création. Aujourd'hui, elle fait partie des races naines les plus populaires. En dépit de cette popularité, c'est une race difficile à élever, et la non-héritabilité de certaines de ses caractéristiques a fait l'objet d'études scientifiques. Poule uniquement destinée aux amateurs, elle pond de minuscules œufs blanc et n'est pas conservée pour sa viande.

## Histoire

### Contexte
John Saunders Sebright (1767–1846) est septième baronet de Sebright et membre du Parlement du Royaume-Uni représentant le Hertfordshire. En plus d'élever des poules, du bétail et divers autres animaux, Sir John Sebright écrit des articles reconnus sur la façon de garder et élever les animaux, comme The Art of Improving the Breeds of Domestic Animals (1809), Observations upon Hawking (1826), ou Observations upon the Instinct of Animals (1836).

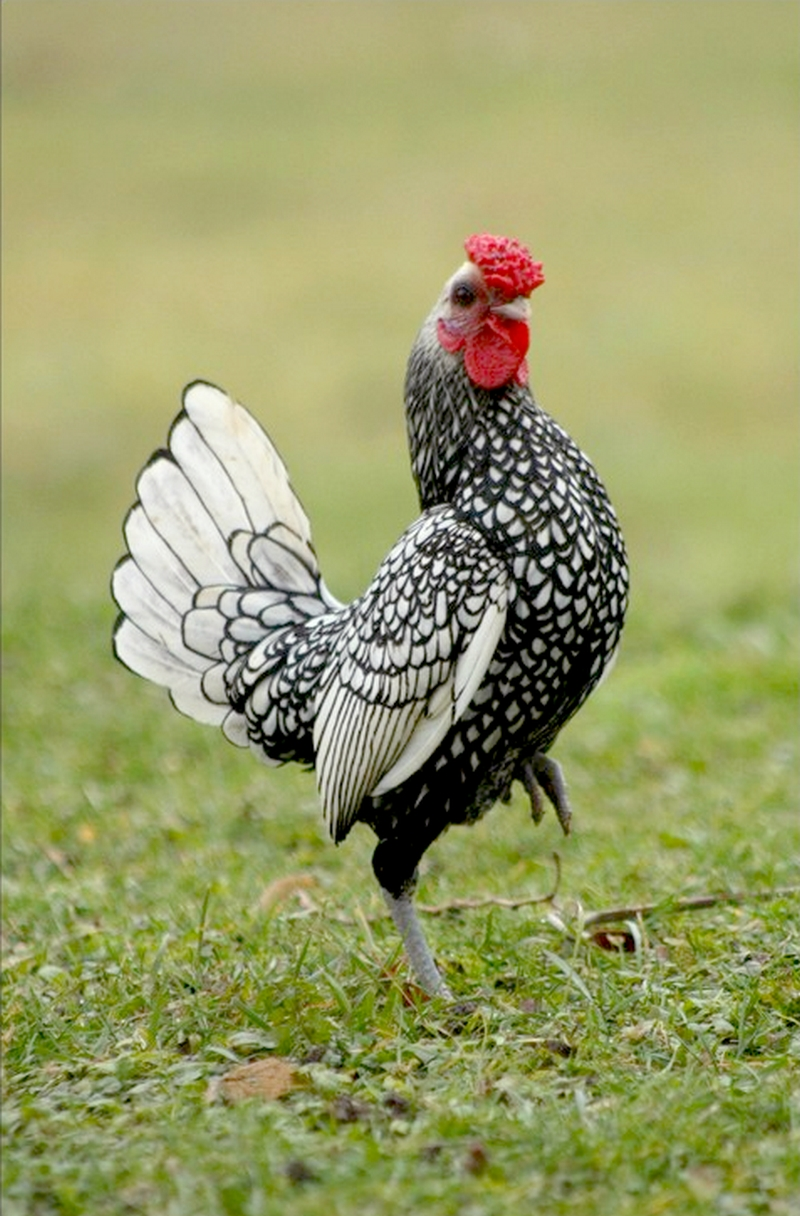
Un coq argenté liseré noir

Darwin lit l'article de 1809 de Sir John et son attention est attirée par un passage racontant que « les faibles ou en mauvaise santé ne doivent pas vivre pour ne pas propager leurs infirmités ». Ces écrits, tout comme la correspondance que John Sebright entretient avec Darwin par l'intermédiaire de leur ami commun William Yarrell, aident Darwin dans la conception de sa théorie sur la sélection naturelle. D'ailleurs, le célèbre livre de Darwin, De l'origine des espèces, publié pour la première fois en 1859, cite les expériences de Sir John sur l'élevage des pigeons et indique que cet éleveur compétent, Sir John Sebright, disait que, sans manquer de respect aux pigeons, « il pouvait obtenir le type de plume qu'il voulait en trois ans, mais qu'il en fallait six pour obtenir une tête ou un bec ». Darwin cite également Sir John à propos de la poule naine sebright, et de son élevage de chiens et de pigeons, dans son étude de 1868 Variation of Plants and Animals Under Domestication, puis en 1871 dans The Descent of Man, and Selection in Relation to Sex, et dans Natural Selection, ouvrage qui ne pourra être publié de son vivant.

### Développement
Avec la poule qui porte son nom, John Sebright a l'intention de sélectionner une variété de poule naine avec un plumage à liseré à la manière de la padoue. Bien que l'on ne sache pas exactement comment il a opéré pour sélectionner cette race, on pense que diverses races britanniques, la hambourg, la nankin et la padoue ont été utilisées, avec une base d'animaux rosecomb,. Après la création de cette race vers 1810, John Sebright fonde le Sebright Bantam Club qui est la première association uniquement dédiée à une race de poule. La race apparaît au Standard of Perfection de l'American Poultry Association depuis sa première édition en 1874. Aujourd'hui, cette race est une des dix races de poules naines les plus populaires, selon l'American Bantam Association.

## Description
En accord avec les intentions de John Sebright, la sebright est une race ornementale, très courante dans les expositions avicoles. Comme les autres poules naines, la sebright est de taille très petite, les mâles pesant 620 g et les femelles 520 g en moyenne. Leur dos court, avec une poitrine large en proportion, et leurs ailes pointant vers le bas leur donnent une forme anguleuse et une allure désinvolte.

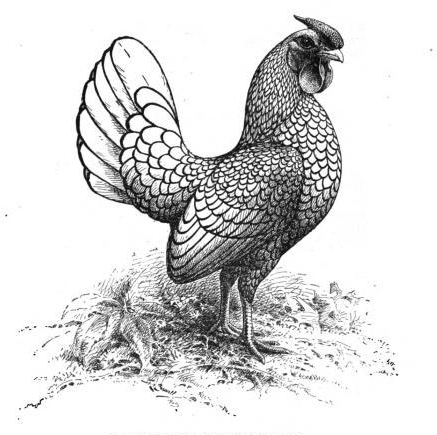
Idéal de perfection du coq

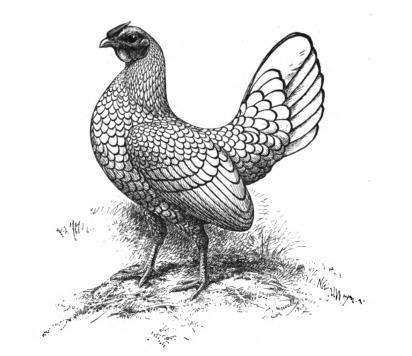
Idéal de perfection de la poule

C'est une race vive, aux formes arrondies avec un liseré sur chaque plume.
La principale originalité de cette race est la réduction de la présence de caractères sexuels secondaires chez le coq : il n'a pas de faucilles, de lancettes (plumes sur la retombée des reins) et les plumes du camail (longues plumes du cou) sont arrondies comme chez les poules.
Les différentes variétés :

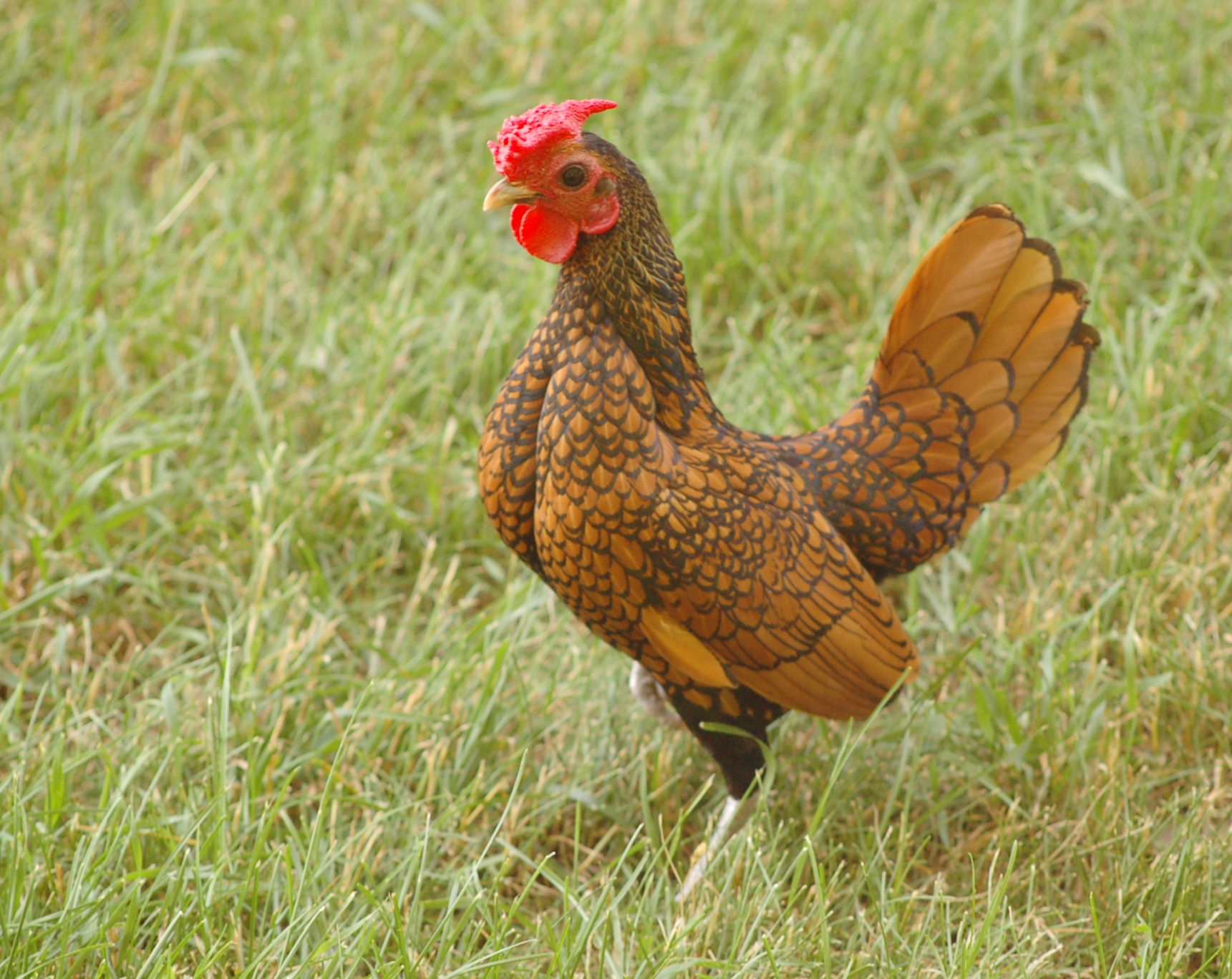
Coq doré liseré noir
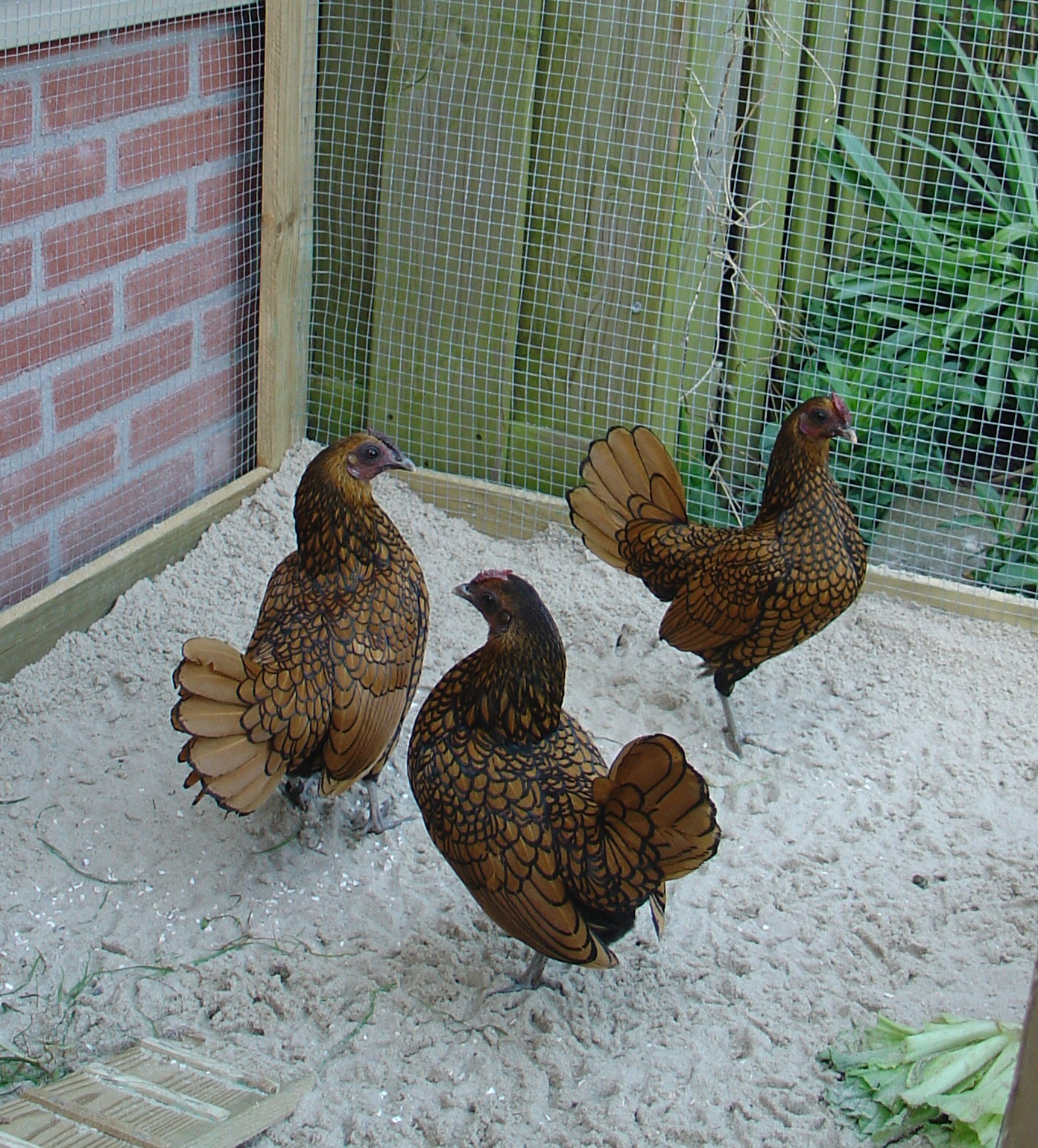
Poules doré liseré noir
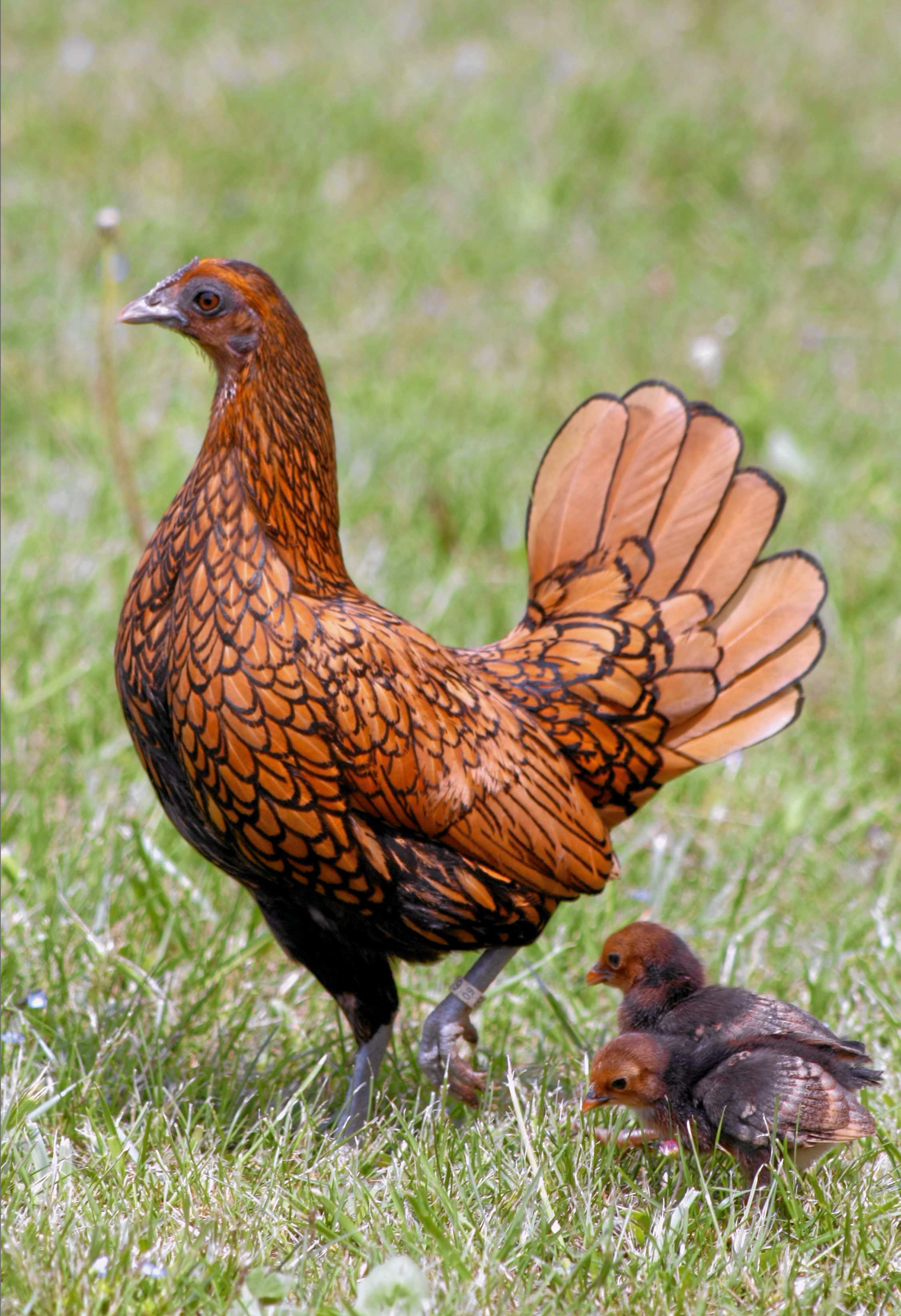
Poule doré liseré noir et ses poussins
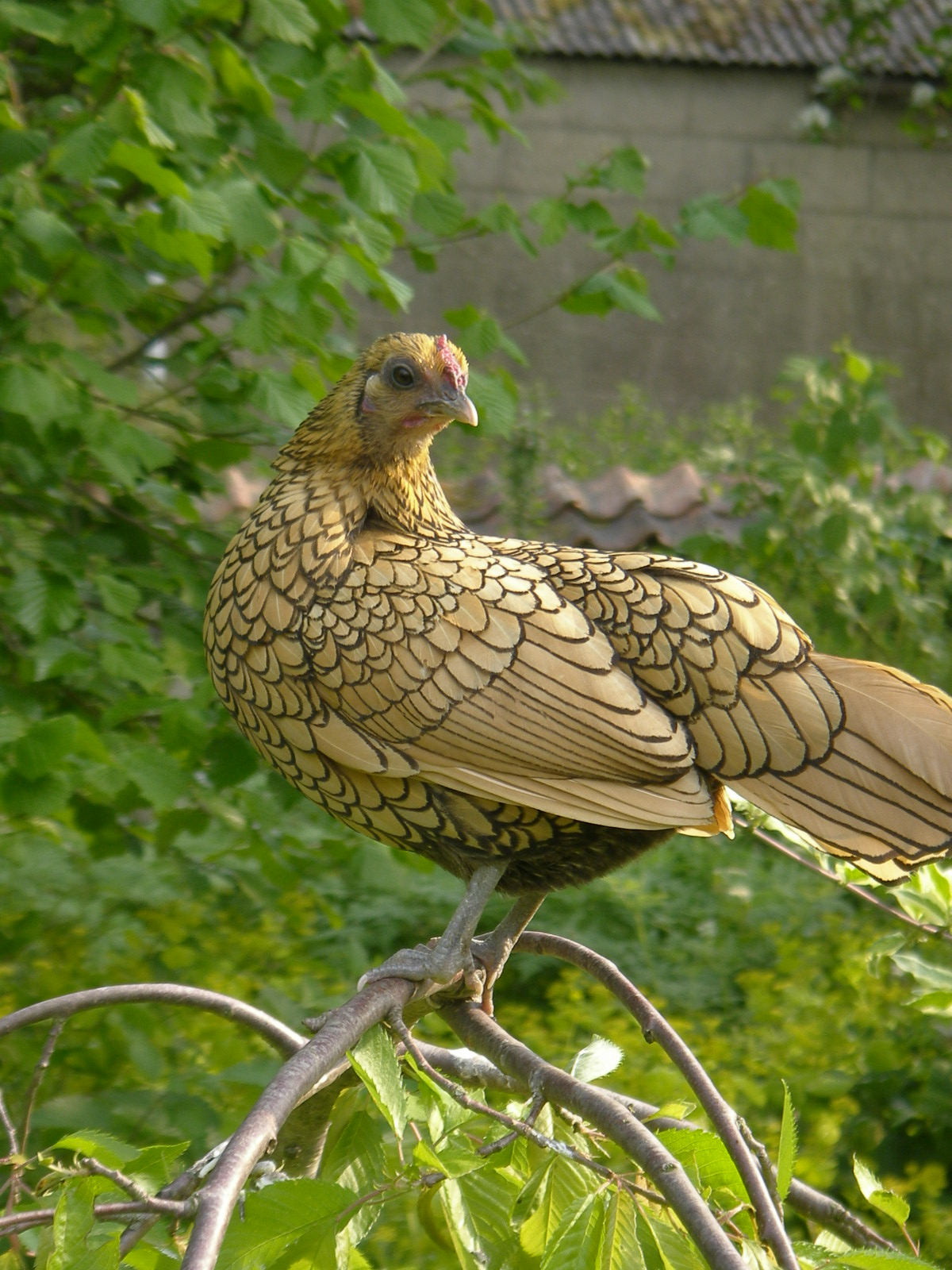
Poule citronné liseré noir
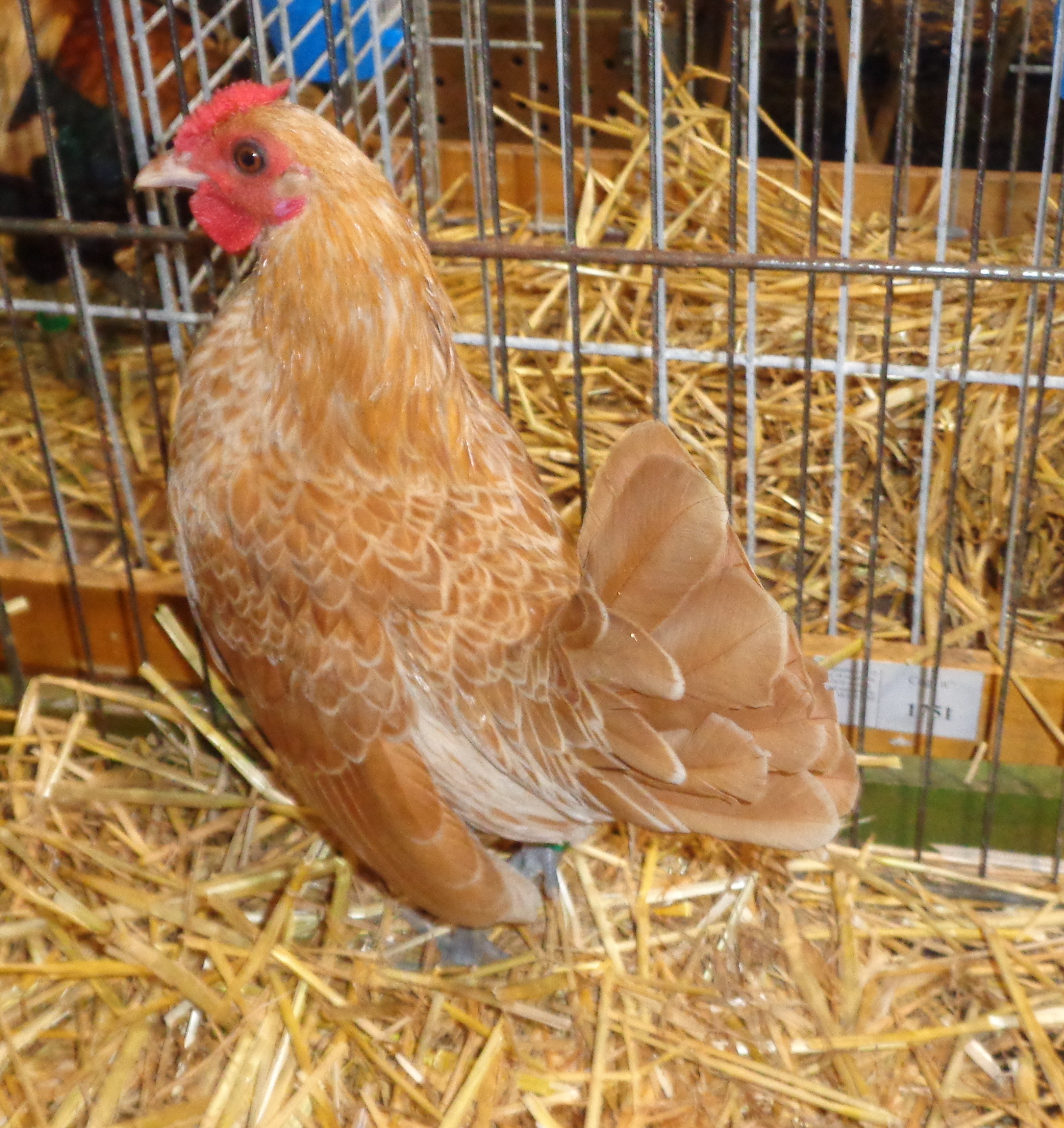
Jeune coq chamois liseré blanc
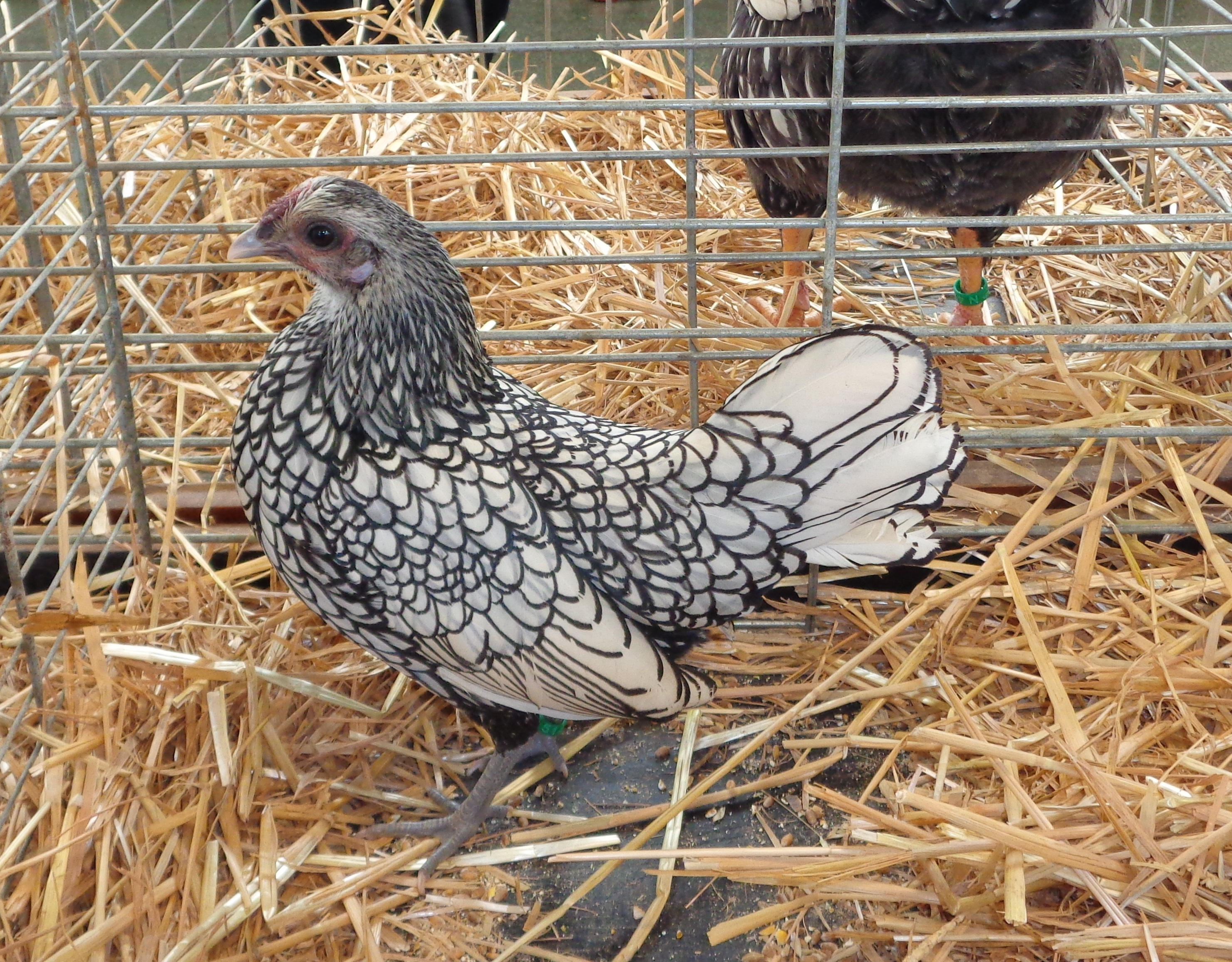
Poule argenté liseré noir

### Standardofficiel
- Masse idéale : Coq : 600 g ; Poule : 500 g
- Crête : frisée, régulière et se terminant en pointe bien dégagée de la nuque.
- Oreillons : rouges
- Couleur des yeux : brun foncé
- Couleur de la peau : blanche
- Couleur des tarses : bleu ardoisé.
- Variétés de plumage : Argenté liseré noir, citronné liseré noir, doré liseré noir, chamois liseré blanc.
- Œufs à couver : 30 g, coquille blanche ou crème
- Diamètre des bagues : Coq : 11 mm ; Poule : 9 mm

## Club
- Bantam club français

## Sources
- Le Standard officiel des volailles (Poules, oies, dindons, canards et pintades), édité par la Société centrale d'aviculture de France.